# Poncetia siamica
Poncetia siamica är en fjärilsart som beskrevs av Hans Bänziger 1983. Poncetia siamica ingår i släktet Poncetia och familjen tandspinnare. Inga underarter finns listade i Catalogue of Life.